# Ніяма
Нія́ма (санскр. नियम, niyama IAST) — другий щабель раджа-йоги, приписи індивідуальної дисципліни. Одна з ішвар пранідхан. Патанджалі у «Йога-сутрах» приводить п'ять приписів:
- шауча — чистота
- сантоша — вдоволеність тим, що маєш, і людьми, що тебе оточують
- тапас — аскетичний запал, дисципліна
- свадх'яя — самоосвіта, самопізнання
- ішвара пранідхана — відданість Богу. («Ішвара» перекладається, як бог, а «пранідхана», як устремління, дослівно «утримання прани»)[1]